# Mamine Pirotte
Mamine Pirotte, de son vrai nom Marie-Madeleine Bissot, née à Bruxelles, le 30 avril 1944 alors que sa mère, Élisabeth Bissot « Lisette », Résistante, est maintenue captive par les nazis, morte à Liège le 7 février 2017, est une journaliste, une animatrice et une directrice de la Radio-télévision belge de la Communauté française (RTBF).

## Éléments biographiques
Lorsque la Seconde Guerre mondiale éclate, sa mère, Élisabeth Bissot dite « Lisette » s'investit pleinement dans la résistance. Assitante sociale et catholique fervente, de missions à caractère social elle évolue tout naturellement vers des missions de résistance. Tout d'abord dans la presse clandestine ou dans la recherche et la livraison de papier et d'autres activités illégales du point de vue de l'occupant.  Elle rencontre ainsi Dom Bruno, un moine bénédictin proche collaborateur d'Albert Van den Berg qui était en contact avec le Comité de défense des Juifs. De bonne heure, ils sont informés des déportations et n'ont de cesse de trouver des refuges pour extraire des familles juives à la barbarie nazie. Lisette s'investit particulièrement dans la collecte de fonds pour financer ces vies désormais clandestines. Courant 1943, elle rencontre Florentine Giralt qui, selon ses dires, fait partie d'un important réseau de résistance dont le chef est un certain Capitaine Jackson. Florentine Giralt, pendant des mois, travaille sa proie car elle et son compagnon, le fameux capitaine, sont des agents infiltrés à la solde de l'Abwehr, le contre-espionnage allemand. Florentine Giralt lui fait miroiter qu'elle pourrait obtenir d'importants fonds pour son réseau. À l'été 1943, Lisette accepte de renoncer à l'appartement qu'elle partage avec une amie, pour s'installer au pensionnat, une planque où elle serait en sécurité. Le 12 août, en soirée, elle rencontre pour la première fois le grand patron, le capitaine Jackson : Prosper Dezitter. Ce dernier a une belle prestance et beaucoup de charisme. L'homme, alors âgé de cinquante ans, abuse de la jeune fille de 29 ans et la viole avant de lui remettre l'argent. Le lendemain, le piège se referme, Jean Marcel Nootens, le chauffeur du couple diabolique, la reconduit dans les griffes de la Geheime Feldpolizei qui l'arrête aussitôt, le 13 août 1943.
Lisette aboutit, après Etterbeek et Liège, à la Prison de Saint-Gilles et comprend qu'elle s'est faite gruger. Elle est interrogée et rouée de coups dans les locaux de la police secrète allemande, rue Traversière à Bruxelles mais ne livre aucun nom. Tout son réseau est démantelé à l'exception de Dom Bruno qui parvient à échapper aux arrestations de masse.
Le 24 décembre 1943, elle apprend de la bouche du médecin de la prison de Saint-Gilles qu'elle est enceinte. Ceci n'empêche aucunement les interrogatoires violents qu'elle continue de subir. Elle est ensuite déportée à Düren mais est de retour à Bruxelles, à huit mois de grossesse, vers la mi-avril 1944. Lorsqu'elle est sur le point d'accoucher, elle est transférée à l'Hôpital Brugmann qui dispose de cachots en sous-sol. Aucun infirmier, aucun médecin n'accepte de l'accoucher et c'est finalement une codétenue qui fit ce qu'elle put sans toutefois prodiguer, par ignorance, aucun des soins du post-partum immédiat, ce qui entrainera de sévères complications par la suite. C'est dans ces circonstances que nait Mamine Pirotte, le 30 avril 1944.
La Reine Élisabeth avait obtenu des Allemands que lorsque des détenues accoucheraient en captivité, leur enfant serait confié à leur famille. À la naissance, elle est immédiatement soustraite et confiée à l'aumônier de l'hôpital puis transmise à ses grands-parents dix jours plus tard.
Élisabeth Bissot est déportée le jour du débarquement de Normandie, le 6 juin 1944, à Ravensbrück. Elle ne sera libérée que le 1er avril 1945 par la Croix-Rouge suédoise et rapatriée en Belgique en juin 1945. Les retrouvailles sont pénibles, la famille très catholique, ne pardonne pas cet enfant né hors mariage et de ce géniteur-là, a fortiori. Les circonstances de viol ne venant aucunement atténuer ses jugements moraux.
Lors des retrouvailles avec sa maman, la petite Marie-Madeleine Bissot, ce fut son nom, est alors âgée de 14 mois. Plus tard, lorsque sa maman lui demande comment elle s’appelle, elle lui répond, insouciante, « Mamine », prénom qui lui restera tout au long de sa vie.  
Elle vit une enfance difficile, c'est une enfant à laquelle la famille parle peu, elle est un peu ignorée. À l'adolescence, elle est volontiers rebelle et effrontée. Jusqu'alors, en quelque sorte, « pupille de la Nation », sa mère doit se résoudre à accomplir les démarches nécessaires pour "adopter" sa propre enfant, en mars 1953,. Sa mère ne pourra la reconnaître officiellement qu'en 1957, Mamine Pirotte est alors âgée de 13 ans.
Vers l'âge de 15-16 ans, en visite chez sa grand-mère, cette dernière excédée par son comportement lui lance: « De toute façon, tu n'es qu'une fille de collabo ! ». C'était cruel et assez indigne mais Mamine Pirotte prit la charge sans rien répondre. Elle savait dans son for intérieur que c'était vrai et sentait que cette dernière pièce du puzzle du secret familial s'imbriquait parfaitement avec ce qu'elle en devinait, tout prenait sens. Au lycée, elle n'est pas moins turbulente si bien que sa mère, Lisette, est convoquée par la préfète de discipline. Mamine explose : « Tu m'as toujours menti ! ».
Deux-trois années plus tard, elle épouse, le comédien et metteur en scène Henri Pirotte. Leur union ne dure qu'une année mais même lorsque leur union prend fin, elle décide de conserver son nom de femme mariée. De cette union naîtra sa fille unique, Valérie.
Il faudra du temps pour que les cœurs s'apaisent entre elle et sa maman, mais elles y parviendront et seront « extrêmement fusionnelles ». Sa fille, Valérie Pirotte, déclare à ce propos : « Je ne sais pas si elles ont rattrapé le temps perdu mais, en tout cas, elles ont cessé d'en perdre ».
Mamine Pirotte ne parlera jamais publiquement de tout ceci et fit toute sa carrière à la RTBF, occupant tour à tour les fonctions de présentatrice, de directrice de la première radio, de directrice du centre de production de Liège et de directrice des ressources humaines jusqu’à sa retraite en 2009. Elle ne quitte pas totalement l’entreprise par la suite, présentant de petites séquences dans diverses émissions de la RTBF, en télé et en radio.

## Carrière
Sans avoir réussi des études universitaire en histoire à l'ULiège, elle fut repérée par Robert Stéphane en 1967 dans un débat radiophonique où elle intervenait en tant qu’étudiante. N’ayant pas encore terminé ses études, elle intégra la RTB en tant que coordinatrice sur des émissions radio. Elle prit ensuite en charge le Magazine F, consacré aux femmes et où elle sera la première à parler féminisme en radio tout d’abord puis en télévision. À partir de mars 1972, elle anime aux côtés de Jean-Marie Delmée le magazine V comme la vie où ils traitent de différents sujets de société puis vint ensuite l’émission qui va la révéler comme "Madame consommation" aux yeux du grand public : Minute Papillon. Nous sommes en 1977, la société consumériste en est à ses débuts et Mamine Pirotte se fait la défenseure des personnes lésées.  Elle n'hésite pas à pointer du doigt devant des milliers de téléspectateurs les « arnaques » dont sont victimes les consommateurs, elle ne sera fera pas que des amis au sein des diverses sociétés et entreprises concernées. Elle animera l'émission jusqu’en 1985.
Précurseuse, elle le sera encore en devenant la première femme à participer à une émission consacrée aux sports dans les années 1980 : Vendredi sports. 
En 1985, elle succède à André François aux commandes d’une émission phare de la RTBF,  L’écran témoin, où elle officiera, en alternance avec Joseph Buron jusqu’en 1988. Notons que c’est lors de cette émission qu’elle lancera la carrière d’un jeune dessinateur liégeois, Pierre Kroll. 

### Directrice de Radio Une
En 1987, elle quitte la présentation pour prendre les rênes de Radio Une, l'ancêtre de La Première.  Elle y restera directrice jusqu’en 1991.  Outre la modernisation de la grille des programmes, c’est à elle que l’on doit le lancement en quotidienne du Jeu des dictionnaires.

### Directrice du Centre de Production Liège
Le 1er juillet 1993, après un intermède de deux ans au sein du cabinet de l’administrateur général Stéphane Robert, ce dernier lui propose de devenir directrice de la RTBF-Liège, seul centre de production radio et télévision, avec Bruxelles, à l’époque. Elle devra y gérer un moment difficile, la mise en place du Plan Magellan, plan de restructuration qui verra le nombre d’employés diminuer de manière drastique et qui annoncera la fin des centres de production. Nous sommes au début des années 2000 et un choix s’impose alors à Mamine Pirotte : quitter la RTBF ou endosser un costume de Directrice au siège central à Bruxelles.

### Directrice des Ressources humaines
En 2003, elle accepte le poste de Directrice des ressources humaines et de la Communication interne. Bien que n’ayant pas d’affinités en la matière, elle relève le défi proposé, forte de son expérience au centre de production de Liège où elle gérait plus de 300 collaborateurs. Elle y terminera une carrière de plus de 40 ans dans le service public en février 2009, date où elle prendra sa retraite sans toutefois quitter définitivement la RTBF.

### Diverses apparitions
Après cette longue carrière, elle ne quitte pas totalement le giron de la radio-télévision. Elle possède en effet durant quelques années une rubrique dans l’émission Sans chichis à la télévision jusqu’en 2011, où elle sera « Madame Expressions ». Elle interviendra également dans l’émission Liège aller-retour sur la radio Vivacité jusqu’à ce que la maladie ne l’affaiblisse trop et qu’elle décide alors de cesser toute activité sur les ondes.
Elle meurt le 7 février 2017 à l'âge de 72 ans des suites d'une longue maladie.

## Distinctions
- 2016 : Citoyenne d'honneur de Liège[26].